# Salicilna kiselina
Salicilna kiselina (lat. Salix - vrba) je beta hidroksilna kiselina formule . Javlja se u formi bezbojnih kristala i slabo je rastvorljiva u vodi. Hemijski je slična aktivnoj komponenti aspirina (acetilsalicilnoj kiselini) i glavna je sirovina za njegovu proizvodnju.

## Biljni hormon
Salicilna kiselina je fenolni fitohormon, a ima ulogu u rastu i razvoju biljaka, fotosintezi, transpiraciji, apsorpciji i transportu jona. Takođe, indukuje specifične promene u anatomiji lista i strukturi hloroplasta. Učestvuje i u endogenoj signalizaciji, kao posrednik u odbrani biljke od patogena. Signal za odbranu od patogena se može preneti sa jedne biljke na drugu pomoću isparljivog estra salicilne kiseline, metil salicilata.

## Proizvodnja
Salicilna kiselina je organska kiselina koja nastaje biosintezom iz aminokiseline fenilalanina.
Natrijum salicilat se dobija reakcijom natrijum fenolata (natrijumove soli fenola) sa ugljen-dioksidom na visokom pritisku (100 atm) i temperaturi (390 K) (tzv. Kolbe–Šmitova reakcija). Zakišeljavanjem produkta sumpornom kiselinom dobija se salicilna kiselina:
Ona se može se dobiti hidrolizom aspirina (acetilsalicilne kiseline) ili iz metil salicilata sa jakom kiselinom ili bazom.

## Istorija
Grčki lekar Hipokrat je u 5. veku p.n.e. zabeležio da gorki prah, ekstrahovan iz kore vrbe, olakšava bolove i umanjuje groznicu. Ovaj lek se takođe spominje u tekstovima antičkog Sumera, Libana i Asirije, a koristili su je Čiroki i drugi američki starosedioci. Unutrašnja kora vrbe se koristila za smanjivanje bolova kod različitih bolesti. Edvard Ston je 1763. godine primetio da kora vrbe uspešno smanjuje groznicu.
Francuski farmaceut Henri Leru i italijanski hemičar Rafaele Pirija su 1828. godine izolovali aktivni sastojak vrbine kore, nazvan salicin (prema latinskom nazivu za belu vrbu - Salix alba). Pirija je dobijenu kristalnu supstancu uspeo prevesti u šećer i drugu komponentu, koja je oksidacijom dala salicilnu kiselinu.
Salicilna kiselina je takođe izolovana iz biljke , od strane nemačkih istraživača 1839. godine. Iako je njihov ekstrakt imao neke pozitivne učinke, izazivao je stomačne probleme kao što su iritacija, krvarenje, dijareja i smrt ako je konzumiran u velikim dozama.

## Medicinska i kozmetička upotreba
Najduže poznata upotreba salicilne kiseline je lečenje groznice, bolova i upala. Salicilna kiselina je glavni sastojak mnogih proizvoda za negu kože, kao što su proizvodi za tretman akni, psorijaze, žuljeva, keratoze i bradavica.
U modernoj medicini, salicilna kiselina i njeni derivati se koriste kao sastojci rubefacijentnih proizvoda. Na primer, metil salicilat se koristi kao liniment za olakšavanje bola u zglobovima i mišićima, a holin salicilat se topikalno primenjuje za olakšavanje bola uzrokovanog aftni čirevima.

## Literatura
- Hayat, A.; Ahmad (2007). Salicylic acid - A Plant Hormone. Springer. ISBN 978-1-4020-5183-8.

## Spoljašnje veze
- Bezbednosni podaci Архивирано на веб-сајту  (3. фебруар 2009)